# No Place to Run
| 전문가 평가                      | 전문가 평가 |
| 평가 점수                        | 평가 점수   |
| 출처                             | 점수        |
| -------------------------------- | ----------- |
| AllMusic                         | [ 2 ]       |
| Collector's Guide to Heavy Metal | 10/10       |

《No Place to Run》은 1980년 1월, 크리설리스 레코드에서 발매한 영국의 록 밴드 UFO의 여덟 번째 스튜디오 음반이다. 리드 기타에 미하엘 쉥커를 대신해 폴 채프먼이 피처링한 밴드의 첫 번째 음반이다.

## 배경
이 음반은 비틀즈와의 작업으로 가장 잘 알려진 조지 마틴이 프로듀싱했다. 음반 커버는 영국에서 다양한 종류로 등장했지만 유일한 차이점은 제목의 색상뿐이었다. 이 음반은 두 개의 싱글 〈Young Blood〉와 〈Lettin' Go〉를 발매했다.
2009년 리마스터드 버전이 발매되었을 때 폴 채프먼은 "당시 저는 《No Place to Run》이 조지 마틴의 믹싱에서 약간 밋밋하게 들린다고 생각했다"라고 말하며 소책자와 보너스 트랙을 확장했다. 그리고 "아직도 그렇게 하고 있지만 처음 생각했던 것만큼 밋밋하지는 않다"라고 말했다.

## 곡 목록
| #  | 제목                        | 작사·작곡              | 재생 시간 |
| -- | --------------------------- | ---------------------- | --------- |
| 1. | 〈Alpha Centauri〉          | 폴 채프먼              | 2:06      |
| 2. | 〈Lettin' Go〉              | 필 모그, 피트 웨이     | 3:51      |
| 3. | 〈Mystery Train〉           | 주니어 파커, 샘 필립스 | 3:55      |
| 4. | 〈This Fire Burns Tonight〉 | 모그, 채프먼           | 4:13      |
| 5. | 〈Gone in the Night〉       | 모그, 웨이             | 3:47      |

| #   | 제목                    | 작사·작곡   | 재생 시간 |
| --- | ----------------------- | ----------- | --------- |
| 6.  | 〈Young Blood〉         | 모그, 웨이  | 3:59      |
| 7.  | 〈No Place to Run〉     | 모그, 웨이  | 3:58      |
| 8.  | 〈Take It or Leave It〉 | 폴 레이먼드 | 3:01      |
| 9.  | 〈Money, Money〉        | 모그, 웨이  | 3:29      |
| 10. | 〈Anyday〉              | 모그, 웨이  | 3:48      |

## 인증
| 국가                       | 인증 | 판매량/출하량 |
| -------------------------- | ---- | ------------- |
| 영국 (BPI)                 | 실버 | 60,000^       |
| ^출하량을 기반으로 한 인증 |      |               |